# Schwalbea
- Commons
- Wikispecies

Schwalbea L. é um género botânico pertencente à família Orobanchaceae.

## Espécies
Apresenta duas espécies:
- Schwalbea americana
- Schwalbea australis
- «Listagem»

## Classificação do gênero
| Sistema | Classificação                        | Referência               |
| ------- | ------------------------------------ | ------------------------ |
| Linné   | Classe Didynamia, ordem Angiospermia | Species plantarum (1753) |